# 覆髄
覆髄（ふくずい）とは、歯科医療で行われるもので歯髄保護の手法であり、間接覆髄と直接覆髄とに分かれる。
間接覆髄 (indirect capping) は、外来刺激を遮断と歯髄の炎症を鎮めたり第三象牙質の形成を促すのが目的とする。
直接覆髄 (direct pulp capping) は、感染象牙質除去後の窩洞で偶発的に露髄したものに対して露髄が小さくかつ細菌感染がないものに歯髄保護とデンティン・ブリッジ形成誘導のために試みられる。
また、露髄の可能性が大きいと事前に判断された場合、暫間的間接覆髄法を行うこともある。